# Celestí Ferrando
Celestí Ferrando (Reus, 1853 - segle XX) va ser un impressor i llibreter català.

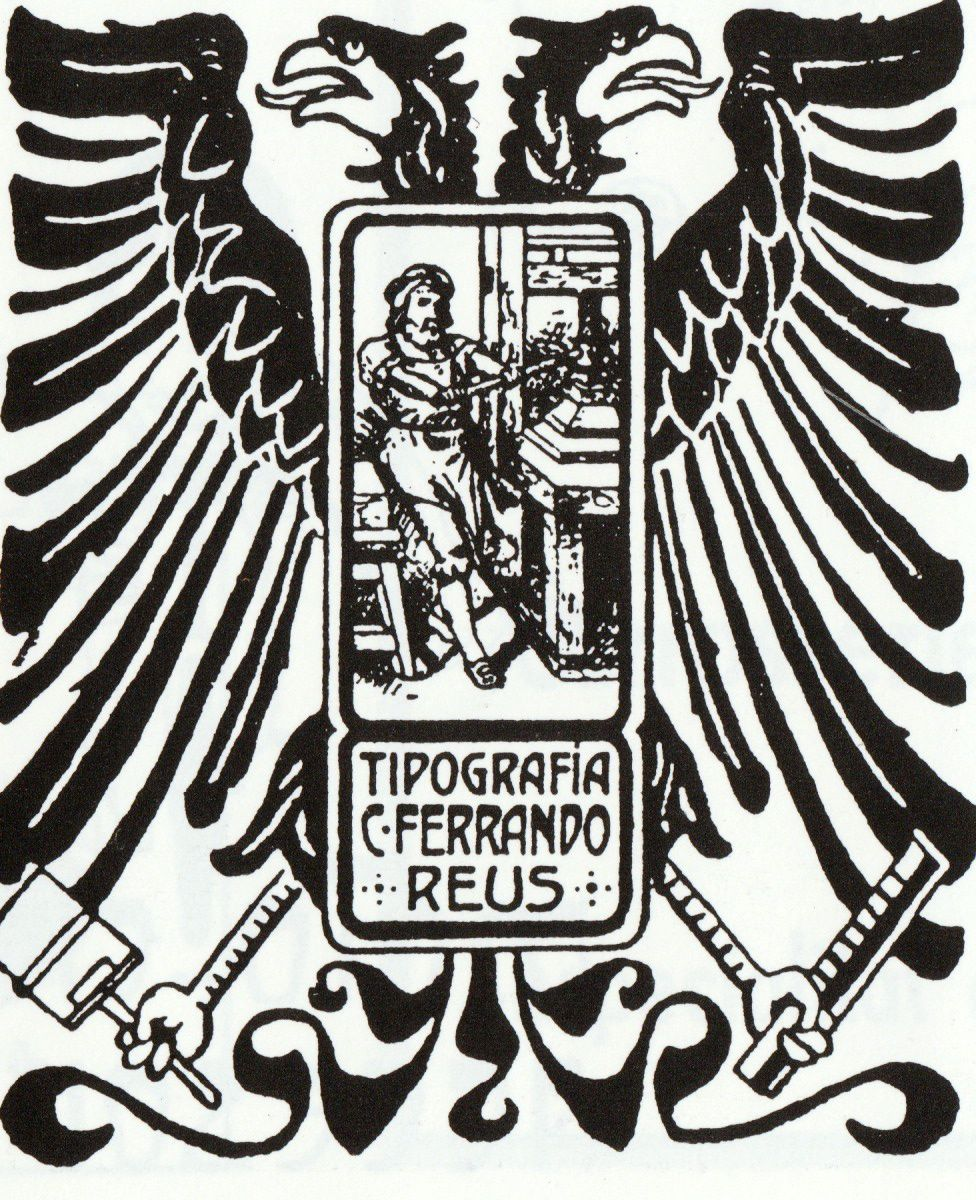
Marca d'impressor de Celestí Ferrando treta d'una publicació de 1905

El 1873 era oficial impressor a la impremta de Gaietà Sabater a Reus, on havia après l'ofici i fet els anys de pràctiques. Aquell any, la impremta de Gaietà Sabater va portar el nom d'Impremta Catalana, perquè, segons l'historiador Albert Arnavat, els operaris, representats per Ferrando, es van fer càrrec dels obradors de Sabater en una experiència col·lectivista. Uns anys més tard, el 1887, va obrir un taller propi a la plaça del Mercadal número 10. El 1891 es va traslladar al carrer de la Galera número 9. El 1894 va tornar a la plaça del Mercadal, però ara al número 7. Com que als seus impresos només donava per adreça: "Plaza de la Constitución. Pórticos" fa difícil, en els llibres no datats, saber si són de l'època en què tenia el local al número 10 o a la impremta que posà després al número 7.
Celestí Ferrando, com quasi tots els impressors reusencs de finals de segle xix, va imprimir diversos diaris i revistes, i també, i això el distingeix, llibres molt ben dissenyats i acabats d'autors locals i forans. Va imprimir diverses obres de Josep Aladern abans que aquest posés impremta a Reus, i també obres de Màrius Ferré, d'Adolf Camps, de Josep Fonts Planàs, d'Anton Marca, de Miquel Ventura, d'Alfons Maseras i altres. D'entre aquests autors hi havia alguns dels més destacats membres de Grup modernista de Reus. Ferrando estava vinculat a aquest corrent literari i artístic, i també era membre de l'Associació Catalanista de Reus i del Centre de Lectura. Tenia al seu local una llibreria-quiosc on venia els diaris que imprimia i d'altres de Tarragona i Barcelona, i era centre de subscripcions a la premsa madrilenya i estrangera. L'historiador i periodista reusenc Francesc Gras i Elies presenta una llarga llista de periòdics impresos per Celestí Ferrando. Alguns dels més destacats van ser La Bomba, l'any 1891, un periòdic satíric de llenguatge insultant, Lo Moro de Foch, una rèplica a l'anterior, el mateix 1891. El 1893 imprimia La Revancha, un periòdic anarquista on hi publicava el dirigent reusenc Joan Montseny (Federico Urales). Un altre periòdic satíric que havia sortit de les premses d'Eduard Navàs Pisto humorístico, el va imprimir ell des del 1896. Miss Pimmentón, periòdic també satíric "amb un humor aigualit i poc mordaç", com diu l'historiador de la premsa satírica reusenca Marc Ferran, va ser imprès per Ferrando el 1898. Ja al segle xx, imprimí la Revista del Centro de Lectura, el Boletín de la Asociación de Médicos de Reus i el Diario de Reus entre molts altres. Els seus tallers eren els millors de Reus, potser exceptuant els d'Eduard Navàs. Va imprimir sempre amb una gran qualitat, i renovà la maquinària de la impremta el 1904, quan va canviar de local i va passar definitivament al raval de santa Anna número 35, on va estar situada la raó social fins als anys seixanta del segle xx, portada pel seu fill, també anomenat Celestí Ferrando. Del pare, es coneixen impresos fins al 1928, però es desconeix la data de la seva mort. Amb el nom de Celestí Ferrando, al raval de santa Anna 35, van sortir impresos el gener de 1939 els sis números que es van poder editar del Diario de Reus impulsats per l'ajuntament franquista.